# Kristina Björklund
För företagsledaren med samma namn, se Christina Björklund (född 1964)
Kristina Margareta Björklund, född 16 januari 1941 i Helsingfors, död där 14 september 2011, var en finlandssvensk författare och litteraturvetare.
Björklund läste litteratur och nordisk filologi vid Helsingfors universitet där hon 1968 avlade filosofie kandidatexamen. Hon blev 1982 filosofie doktor vid samma lärosäte på avhandlingen Riki och den förtrollade vägen i vilken hon undersökte Oscar Parlands barndomsskildringar. Mellan 1982 och 2001 var hon verksam vid universitetet som lektor i svenska.
Björklund debuterade som skönlitterär författare 1975 med novellsamlingen De andras röster. Hon publicerade sammanlagt två novellsamlingar och fem romaner; tre av dessa, sviten Månens tid, Barnen i spegeln och Huset med himmelsbalkongen uppvisar tydlig påverkan av Parlands berättarteknik. Romanen Älskade blåa öga belönades med Svenska Yles litteraturpris 2001 samt nominerades till Runebergspriset 2002.